# Carl Noebe
Carl Heinrich Friederich Franz Noebe (* 13. März 1800 in Kasendorf (Bayern); † 22. Februar 1866 in Güstrow) war ein deutscher Organist und Orgelbauer.

## Leben
Carl Noebe war ein Sohn des aus Bayern zugewanderten Orgelbauers Friedrich Noebe, der sich um 1820 im mecklenburgischen Güstrow niederließ. In dessen Werkstatt absolvierte er eine Lehre zum Orgelbauer und war wahrscheinlich mit ihm zunächst gemeinsam tätig. Später wurde er Musiklehrer in Güstrow. 1828 wurde er zum Domorganisten am Güstrower Dom berufen. Am 3. November 1841 erteilte ihm Herzog Paul Friedrich das Großherzogliche Orgelbauerprivileg für Mecklenburg-Schwerin. Carl Noebe führte viele Reparaturen und Umbauten, aber auch einige Neubauten aus.
Noebe hatte 1832 eine verwitwete Schweriner Bäckertochter, Louise Maria Dorothea, geb. Hardenack geheiratet. Sein Sohn Louis Noebe (* 17. April 1843 in Güstrow; † 1931) wurde ein bekannter Geigenbauer in Bad Homburg.

## Werke
- Orgel in der Dorfkirche Chemnitz bei Blankenhof
- Orgel in der Dorfkirche Hohen Sprenz